# Chihiro Iwasaki
Pour les articles homonymes, voir Iwasaki.
Chihiro Iwasaki (いわさき ちひろ, Iwasaki Chihiro) née Chihiro Matsumoto (松本知弘, Matsumoto Chihiro, 15 décembre 1918 - 8 août 1974) est une artiste et autrice- illustratrice d'albums illustrés de littérature jeunesse.

## Biographie
En 1933, encore enfant, elle étudie le dessin et la peinture à l'huile avec le peintre Okada Saburōsuke, qui est son précepteur.
En 1946, elle devient membre du Parti communiste japonais[réf. nécessaire].
Elle écrit et illustre en 1974 l'album jeunesse Potchi à la mer. L'ouvrage est réédité 50 ans plus tard dans une nouvelle édition, en 2025. Pour Télérama : « La  simplicité est un art difficile. Chihiro Iwasaki le maîtrisait à la perfection. Dire en quelques traits l’essence d’une vie d’enfant. Attraper les situations, les gestes, les lumières, les rires. Démêler la pelote des émotions versatiles, saisir l’excitation, le regret, l’attachement, la futilité. Tout cela, en quelques coups de pinceau trempé dans l’aquarelle ».
En 1974, Chihiro Iwasaki meurt d'un cancer du foie à l'âge de 55 ans. 
Sept ans après sa mort, en 1981, Totto-chan, la petite fille à la fenêtre, écrit par Tetsuko Kuroyanagi, est publié avec ses illustrations.

## Style
La majorité de ses illustrations sont des aquarelles,, mais certains de ses travaux sont réalisés en calligraphie japonaise, ainsi qu'à la peinture à l'huile. Son style a été largement influencé « dans sa jeunesse des œuvres de Fujiwara Kozei, qu'elle a étudiées en profondeur », et par deux de ses artistes préférés, Kenji Miyazawa et Hans Christian Andersen. Elle a écrit qu'elle se sentait en communion avec Marie Laurencin quand elle a vu une de ses images, et a dit qu'elle a également été impressionnée par Käthe Kollwitz.

## Les musées de l'œuvre de Chihiro Iwasaki

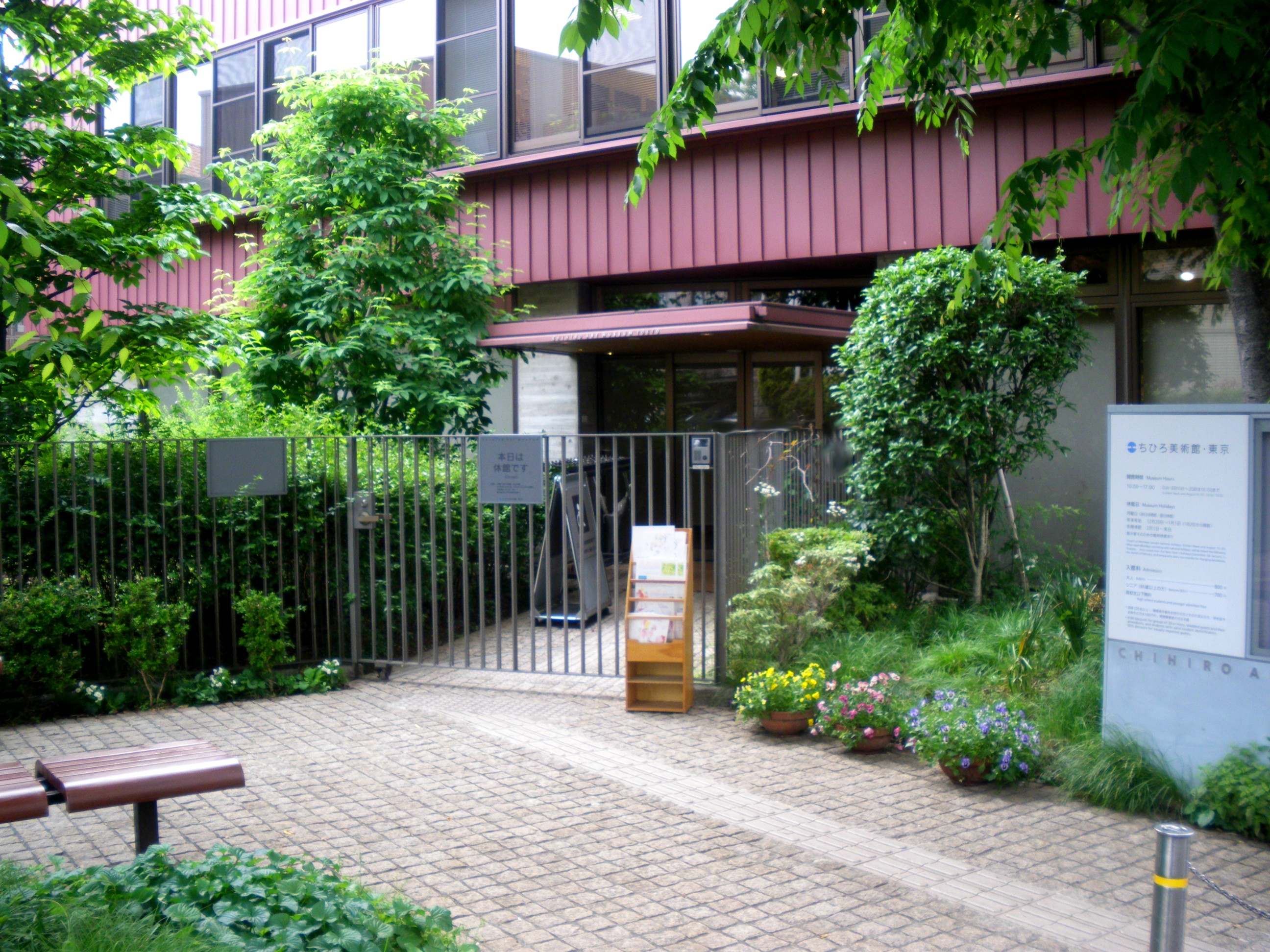
Chihiro Art Museum Tokyo

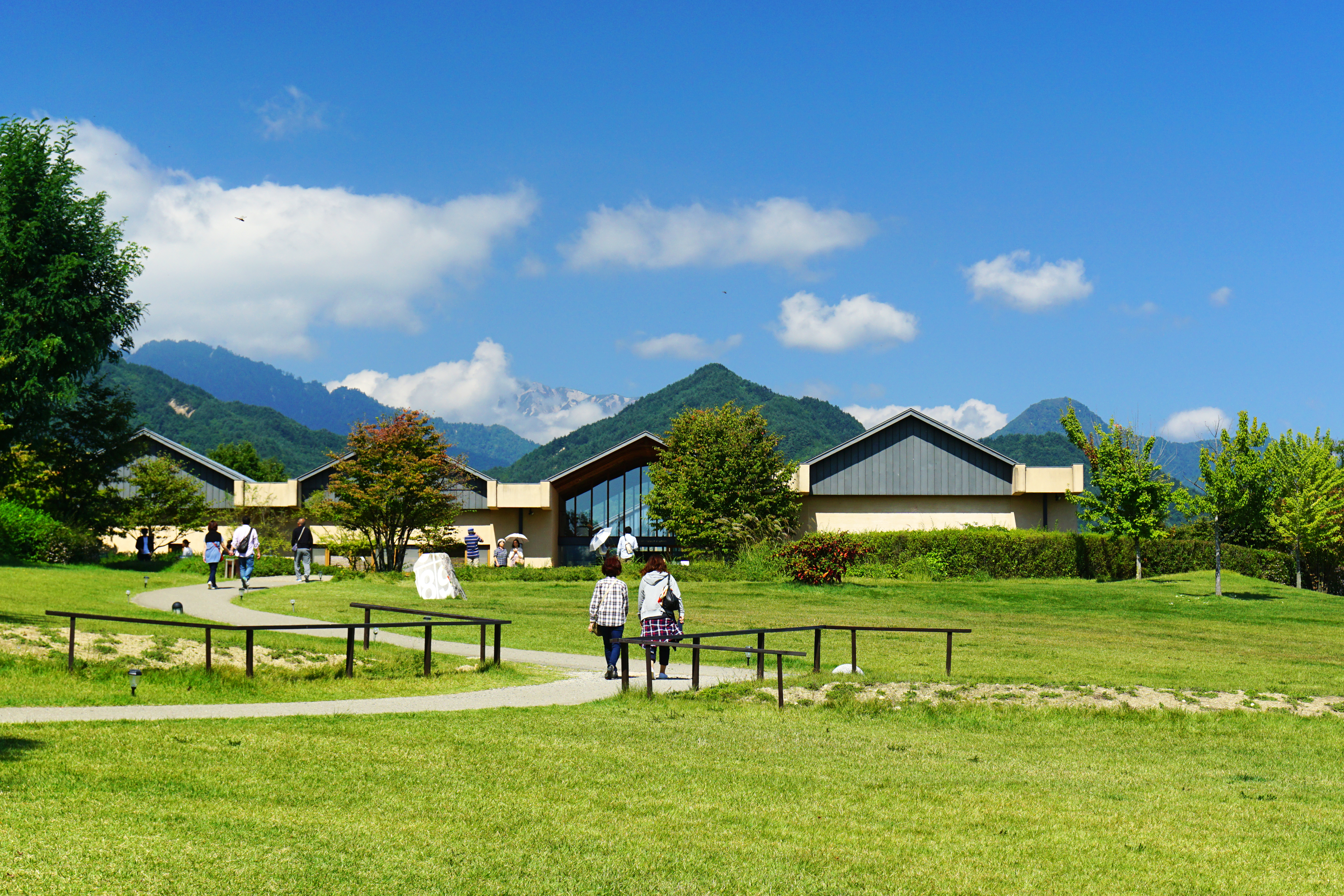
Chihiro Art Museum Azumino

Deux musées commémoratifs sont dédiés à Chihiro Iwasaki : Le Musée Chihiro Art de Tokyo (ちひろ美術館·東京), situé à Nerima, Tokyo, depuis 1977 et Art Chihiro Museum Azumino (安曇野ちひろ美術館), situé à Azumino, Nagano ; depuis 1997, ils  sont tous les deux administrés par la Chihiro Iwasaki Memorial Foundation (いわさきちひろ記念事業団), fondée en 1976. Les deux musées collectent et présentent les illustrations originales de livres pour enfants de Chihiro et d'autres artistes.

## Publications en français

### Autrice et illustratrice
- Mon oiseau est revenu, éd. du Cerf, 1972
- Un bébé arrive dans ma maison, éd. du Cerf, 1973
- Mon anniversaire dans la neige, éd. du Cerf, 1974
- Potchi à la mer[1] (Potchi no Kita Umi), 1974
  - rééd. traduit du japonais par Alice Hureau, éd. Le Cosmographe, 2025
- Christine et Kiki, éd. du Cerf, 1975

### Illustratrice
- L'invitation à la valse, texte de Karl Maria von Weber, Hatier, 1977
- Tetsuko Kuroyanagi, Totto-chan, la petite fille à la fenêtre, Presses de la Renaissance, 1981
- Clémentine est malade , texte de Takeshi Matsumoto,  éd. du Cerf, 1992